# Ефект Міллера

Ефект Міллера — ефект збільшення еквівалентної ємності ланки зворотнього зв'язку підсилювача. Виникає через те, що ланка зворотнього зв'язку виявляється включеною між входом, на який підведено слабкий вхідний сигнал, та виходом, на якому присутній підсилений вихідний сигнал.
Ефект Міллера в біполярних транзисторах, включених за схемою зі спільним емітером, призводить до значного збільшення ефективної ємності колекторного переходу (Cm на рисунку), в результаті підсилення транзистора на високих частотах суттєво знижується. 
При розрахунку частоти зрізу вхідного сигналу можна вважати, що ємність зворотного зв'язку веде себе як конденсатор, підключений між входом і землею, який має ефективну ємність в (Ku + 1) раз більше, ніж ємність колекторного переходу. При цьому типове значення ємності колекторного переходу, яке становить близько одиниць пікофарад, відповідає еквівалентній ємності в декілька сотень пікофарад, приєднаної між входом та землею.
Існує кілька методів боротьби з ефектом Міллера:
- він буде повністю усунутий, якщо використовувати підсилювальний каскад із спільною базою;
- він буде зменшений при зменшенні приведеного опору джерела вхідного сигналу, наприклад, в результаті використання на вході емітерного повторювача.

Ефект Міллера не спостерігається в диференціальному підсилювачі, схему якого можна розглядати як емітерний повторювач, підключений до каскаду з заземленою базою.
Для усунення ефекту Міллера також використовують каскодний підсилювач.
Ефект названий на честь Джона Мілтона Міллера. У 1920 році, в перших публікаціях Міллер описував ефект стосовно до лампового тріода.